# Gerichtsorganisation in Frankfurt am Main (1867–1879)
Die Gerichtsorganisation in Frankfurt am Main (1867–1879) beruhte auf dem Ergebnis geschickter Verhandlung der Frankfurter Delegation mit der Siegermacht Preußen nach dem Deutschen Krieg. Die Freie Stadt Frankfurt, einer der vier Stadtstaaten im Deutschen Bund, verlor ihre frühere Selbständigkeit. Sie wurde vom Königreich Preußen annektiert und als Stadtkreis Frankfurt am Main zusammen mit den ebenfalls annektierten Nachbarstaaten Kurhessen und Nassau der neugebildeten Provinz Hessen-Nassau zugeschlagen.
Die bisher bestehende Gerichtsverfassung Frankfurts blieb aber im Gegensatz zu der der ebenfalls annektierten Nachbarstaaten größtenteils bestehen. Erst fast ein Jahrzehnt nach der Gründung des Deutschen Reiches 1871 trat am 1. Oktober 1879 das Gerichtsverfassungsgesetz in Kraft, das den Aufbau der Ordentlichen Gerichtsbarkeit reichsweit einheitlich regelte.
Die Stadt Frankfurt und die zu ihrem Gebiet gehörigen Landgemeinden behielten den vorherigen Gerichtsaufbau auf der unteren und mittleren Ebene weitgehend bei, wie er im Gesetz über die Gerichtsverfassung der freien Stadt Frankfurt vom 16. September 1856 geregelt war; nur die oberste Instanz veränderte sich.
Eine Darstellung der von 1867 bis 1879 gültigen Gerichtsverfassung der vormaligen freien Stadt Frankfurt am Main findet sich im nichtamtlichen Teil des Justizministerialblattes für die Preußische Gesetzgebung und Rechtspflege vom 15. Februar 1867. Sie hatte den Zweck, „einen Überblick über die Gerichtsverfassung der vormaligen freien Reichsstadt Frankfurt am Main zu gewähren, wie sie zur Zeit der Einverleibung derselben in den Preußischen Staat bestanden hat.“

## Das oberste Gericht: Das Ober-Tribunal in Berlin
Eine der auffälligsten Änderungen war die des Gerichts dritter Instanz, also des obersten Gerichts: Auf Grund eines Vertrages der vier freien Städte im Deutschen Bund war dies von 1820 bis Ende 1866 das Ober-Appellationsgericht der vier freien Städte in Lübeck gewesen; an dessen Stelle trat ab 1867 das Ober-Tribunal in Berlin. Ende 1866 wurde bereits dessen Zuständigkeit in Zivilsachen bestimmt.

## Das Gericht zweiter Instanz: Das Appellationsgericht in Frankfurt am Main
Das Appellationsgericht bestand aus dem Präsidenten und sechs Räten. Bis 1866 waren es noch sieben Räte gewesen, die vom Senat der Freien Stadt Frankfurt gewählt und ernannt wurden. Gerichtliche Entscheidungen mussten stets von mindestens drei Mitgliedern des Gerichts (Kammerprinzip) gefällt werden.

### Zuständigkeit in Zivilverfahren
In Civilrechtsstreitigkeiten entscheidet das Appellationsgericht auf Rechtsmittel und Beschwerden gegen Erkenntnisse (Urteile) und Beschlüsse des Stadtgerichts I., welche dasselbe in erster oder in zweiter Instanz erlassen hatte (Art. 29 der Konstitutionsergänzungsakte vom 19. Juli 1816, § 5 des Gesetzes vom 20. Mai 1817 sowie § 11 des Organischen Gesetzes vom 16. September 1856).

### Zuständigkeit in der freiwilligen Gerichtsbarkeit
In der freiwilligen Gerichtsbarkeit fand eine Beschwerde an das Appellationsgericht gegen die Beschlüsse des Stadtgerichts II. statt (§ 7 des Gesetzes vom 7. November 1848).

### Zuständigkeit in Strafverfahren
Rechtsmittelgericht
Das Appellationsgericht war zur Entscheidung über die Rechtsmittel gegen Erkenntnisse (Urteile) des Zuchtpolizeigerichts (nach heutigem Strafrecht: Urteile über Vergehen) zuständig (Art. 6 der Strafprozeß-Ordnung vom 16. September 1856). Es entschied auch über Beschwerden gegen Straf- und Konfiskationsverfügungen (Vermögensbeschlagnahme) der Administrativ-Behörden (Verwaltungsbehörden).
Anklagekammer
Bei dem Appellationsgericht war eine Anklagekammer (bestehend aus drei Richtern), zu bilden. Diese Kammer entschied über Beschwerden der Staatsanwaltschaft bzw. des Beschuldigten gegen die im Laufe der Untersuchung erlassene Verfügungen des Untersuchungsrichters, und nach beendeter Untersuchung über die Verweisung der Sache an das zuständige Gericht oder die Einstellung des Verfahrens,

Assisenhof
Bei dem Appellationsgericht war außerdem ein Assisenhof (Schwurgericht), bestehend aus drei Richtern, zu bilden. Den Präsidenten und seinen Stellvertreter ernannte das Appellationsgericht aus seinen Mitgliedern oder aus denen des Stadtgerichts. Die übrigen Mitglieder bestimmte der Präsident des Appellationsgericht nach der Ernennung des Assisenpräsidenten. Die zwölf Geschworenen entschieden über die Schuldfrage; wenn die Geschworenen gegen den Angeklagten entscheiden wollten, benötigten sie „mehr als sieben Stimmen“. Die Zuständigkeit des Assisengerichts erstreckte sich auf die Verbrechen, die mit der Todesstrafe, mit Zuchthausstrafe oder Korrektionshausstrafe über fünf Jahre und „auf Dienstenthebung“ bedroht waren und eine Reihe weiterer bestimmter schwerer Straftaten.

## Anklagebehörde in Strafverfahren
Die Geschäfte der Staatsanwaltschaft wurden bei dem Appellationsgericht durch einen Ober-Staatsanwalt wahrgenommen.

## Die Gerichte erster Instanz

### Das Stadtamt
Der Name lässt zwar auf eine Verwaltungsbehörde schließen, jedoch handelt es sich um eine Justizbehörde. In der Freien Stadt Frankfurt waren Verwaltung und Justiz nicht getrennt, so wie die Ämter in Nassau, die erst 1867 aufgelöst und durch Kreise und Amtsgerichte ersetzt wurden.
Das Stadtamt hatte bis 1856 drei Abteilungen mit je einem Richter und einem Aktuar. Ab 1857 hatte es nur noch zwei Abteilungen. Das Stadtgebiet war dementsprechend bis 1856 in drei und ab 1857 in zwei Bezirke eingeteilt. Das Stadtamt hatte keine Zuständigkeit in Strafsachen. In bürgerlichen Rechtsstreitigkeiten (Zivilsachen) war das Gericht für Streitigkeiten im Werte unter 300 Gulden in der Hauptforderung zuständig.

### Das Land-Justizamt
Neben dem Land-Justizamt (Gericht) gab es noch ein Landverwaltungsamt (Verwaltungsbehörde). Hier war die Trennung von Justiz und Verwaltung auch äußerlich sichtbar. Das Land-Justizamt war mit einem Richter und einem Aktuar besetzt und war für die Flecken Bornheim, Niederrad und Oberrad, die Dörfer Hausen und Bonames zuständig. Analog zum Stadtamt hatte das Land-Justizamt keine Zuständigkeit in Strafsachen, sondern war für zivilrechtliche Streitigkeiten im Werte unter 300 Gulden in der Hauptforderung zuständig.

### Die städtische Transkriptions- und Hypothekenbehörde
Die Transkriptions- und Hypothekenbehörde entsprach in etwa dem späteren Grundbuchamt, das durch die Grundbuchordnung bei den Amtsgerichten gebildet worden ist.
Sie bestand aus drei rechtsgelehrten Beamten unter Mitwirkung des Stadtgeometers, dessen Gehilfen und der städtischen Feldgeschworenen. Sie waren der Aufsicht des Stadtgerichts II unterstellt und für die Eintragung aller in der Stadt und ihrer Gemarkung vorkommenden Eigentumsveränderungen von Liegenschaften in die Transkriptionsregister, für die Beurkundung der Errichtung, Cession und Löschung von Hypotheken und Restkaufschillingsbriefen, sowie für die Erteilung von Urkunden über das Eigentum und die Belastungen von Immobilien (nach dem späteren Recht vergleichbar mit dem Grundbuchauszug) zuständig.

### Das Fiskalat
Der Fiskal war eine Art öffentlicher Ankläger, allerdings nicht zuerst für die Strafverfolgung wie heute der Staatsanwalt, sondern er vertrat lediglich die Interessen des Fiskus, also die Vermögensinteressen des Staates. So gab es z. B. Reichsfiskale im alten deutschen Reich (bei dem Reichskammergericht und dem Reichshofrat), aber auch viele deutsche Einzelstaaten haben diese Funktion für ihr Territorium gehabt.
Das Fiskalat bestand aus dem Fiskal und einem Fiskal-Adjunkt. Sie waren in der Stadt und ihrer Gemarkung zuständig für die Vornahme von (gerichtlichen Pfändungen) und Subhastationen (Zwangsversteigerungen) von Immobilien (Grundstücke) im Auftrag der Justiz- und der Verwaltungsbehörden, die Vornahme von Versiegelungen im Sterbefall (Sicherung des Nachlasses nach § 1960 BGB, durch das Nachlassgericht und das Ortsgericht), die Vormünder vorzuschlagen und die Interessen des Fiskus zu wahren, wenn nicht besondere Fiskal-Anwälte bestellt worden sind.

### Das Rügegericht
Das Rügegericht bestand aus zwei Richtern und Aktuaren. Der Rügerichter hatte die Funktion des Polizeirichters nach § 11 ff. der preußischen Strafprozeß-Ordnung, das heißt die Hauptversammlung und Entscheidung für alle Übertretungen und Vergehen, die mit Freiheitsstrafe bis zu höchstens 6 Monaten oder Geldbuße bis höchstens 500 Talern bedroht waren. In bürgerliche Rechtsstreitigkeiten besaß das Rügegericht keine Zuständigkeiten.

### Das Stadtgericht
Es bestand aus einem Direktor und neun Räten. Weniger als drei Richter durften keine Entscheidung treffen (Kammerprinzip). Die Leitung des Geschäftsgangs und der Verwaltung stand dem Direktor zu. Das Gericht trat in drei Spruchkörpern in Erscheinung: Alle Richter als Plenum, das Stadtgericht I für zivilrechtliche Entscheidungen und das Stadtgericht II.
Das Plenum des Stadtgerichts, also alle zehn Richter, hatte die Zuständigkeit in Expropriationsverfahren (Enteignungsverfahren). Es erließ das sog. Entäußerungs-Erkenntnis. Bei Stimmengleichheit gab die Stimme des Vorsitzenden den Ausschlag.
Das Stadtgericht hatte zwei Abteilungen. Das Stadtgericht I bestand aus dem Direktor und vier Räten und war für das Stadtgebiet von Frankfurt zuständig, in zweiter Instanz zusätzlich noch über die Beschwerden und Rechtsmittel des Land-Justizamtes. In bürgerlichen Rechtsstreitigkeiten entschied es als erste Instanz alles, was nicht in die Zuständigkeit des Stadtamtes oder des Land-Justizamtes fiel, auch die Ehescheidungsverfahren. Ferner führte es die Aufsicht über das Handels- und Genossenschaftsregister, das die Wechselnotare führten (vgl. Art. 87 der Allgemeinen Deutschen Wechsel-Ordnung – ADWO); über die Wechselproteste war ein eigenes Protest-Register zu führen, das öffentlich ausgelegt werden musste (§ 10 der Einführungsverordnung zur ADWO). Als zweite Instanz entschied es über Beschwerden und Rechtsmittel in Prozessen, die beim Stadtamt oder dem Land-Justizamt anhängig sind.
Das Stadtgericht II bestand aus drei Räten, unter denen der älteste den Vorsitz führte. In Strafsachen entschieden die Strafkammer und die Ratskammer nach der Strafprozeß-Ordnung vom 25. Juni 1867, in Frankfurt eingeführt durch die Verordnung vom 25. Juni 1867. In der Freiwilligen Gerichtsbarkeit entschied es ferner über Volljährigkeitserklärungen und Arrogationsanträge. Die Arrogation (nach dem Vorbild der römischen arrogatio) war nach dem Frankfurter Privatrecht eine besondere Form der Erwachsenenadoption.